# Irzjovka
Irzjovka (ryska: Иржёвка) är ett vattendrag i Belarus.   Det ligger i voblasten Vitsebsks voblast, i den nordöstra delen av landet, 160 km öster om huvudstaden Minsk.
Omgivningarna runt Irzjovka är en mosaik av jordbruksmark och naturlig växtlighet. Runt Irzjovka är det ganska glesbefolkat, med 22 invånare per kvadratkilometer.